# Prey Veng
Tỉnh Prey Veng là một tỉnh của Campuchia, tỉnh lỵ là Prey Veng. Tỉnh nằm ở tả ngạn (bờ bắc) sông Tiền, giáp với Kampong Cham ở phía tây bắc, Tbong Khmum ở phía đông bắc, Kandal ở phía tây, Svay Rieng ở phía đông và Việt Nam (Tây Ninh) ở phía đông bắc và (Đồng Tháp) ở phía nam, vùng đất này còn được gọi là Nam Ninh trong lịch sử Việt Nam thời kỳ nhà Nguyễn.

## Diện tích
Tổng diện tích khoảng 4.883 km², chiếm 2,70% tổng diện tích Campuchia (181.035 km²), tronmg đó có 445,18 km² hay 9,12% có người ở, 3.100 km² hay 63,49% là đất nông nghiệp, 194,61 km² hay 3,99% là đất rừng, 1.082,86 km² hay 22,18% là đất công, cơ sở hạ tầng và nước, còn lại 60,35 km² hay 1,24 % là đất không sử dụng.

## Dân số
Tổng dân số là 1.025.331 người, chiếm 7,64% tổng dân số 13.413.892 của Campuchia (2001). Tốc độ tăng dân số là 2,4% mỗi năm. Cơ cấu dân số: 483.759 nam (chiếm 47.18%) và 541.572 nữ (chiếm 52.82%). 825.818 người là nông dân (80.54%), 140.685 người hay 13.72% là ngư dân, 44.561 người hay 4,35% làm nghề buôn bán, 14.267 người hay 1,39% là viên chức chính phủ.
Mật độ dân số 209,98 người/km².

## Các huyện
Tỉnh này có 12 huyện và một thành phố trực thuộc tỉnh:
- 1401 Ba Phnum (បាភ្នំ)
- 1402 Kamchay Mear (កំចាយមារ)
- 1403 Kampong Trabaek (កំពង់ត្របែក)
- 1404 Kanhchriech (កញ្ច្រៀច)
- 1405 Me Sang (មេសាង)
- 1406 Peam Chor (ពាមជរ)
- 1407 Peam Ro (ពាមរ)
- 1408 Pea Reang (ពារាំង)
- 1409 Preah Sdach (ព្រះស្ដេច)
- 1410 Thành phố Prey Veng (ព្រៃវែង)
- 1411 Sithor Kandal (ស៊ីធរកណ្ដាល)
- 1412 Pea Reang (ស្រុកពារាំង)
- 1413 Svay Antor (ស្វាយអន្ទរ)